# Gebroeders Ko
 (mai 2016).
Si vous disposez d'ouvrages ou d'articles de référence ou si vous connaissez des sites web de qualité traitant du thème abordé ici, merci de compléter l'article en donnant les références utiles à sa vérifiabilité et en les liant à la section « Notes et références ».

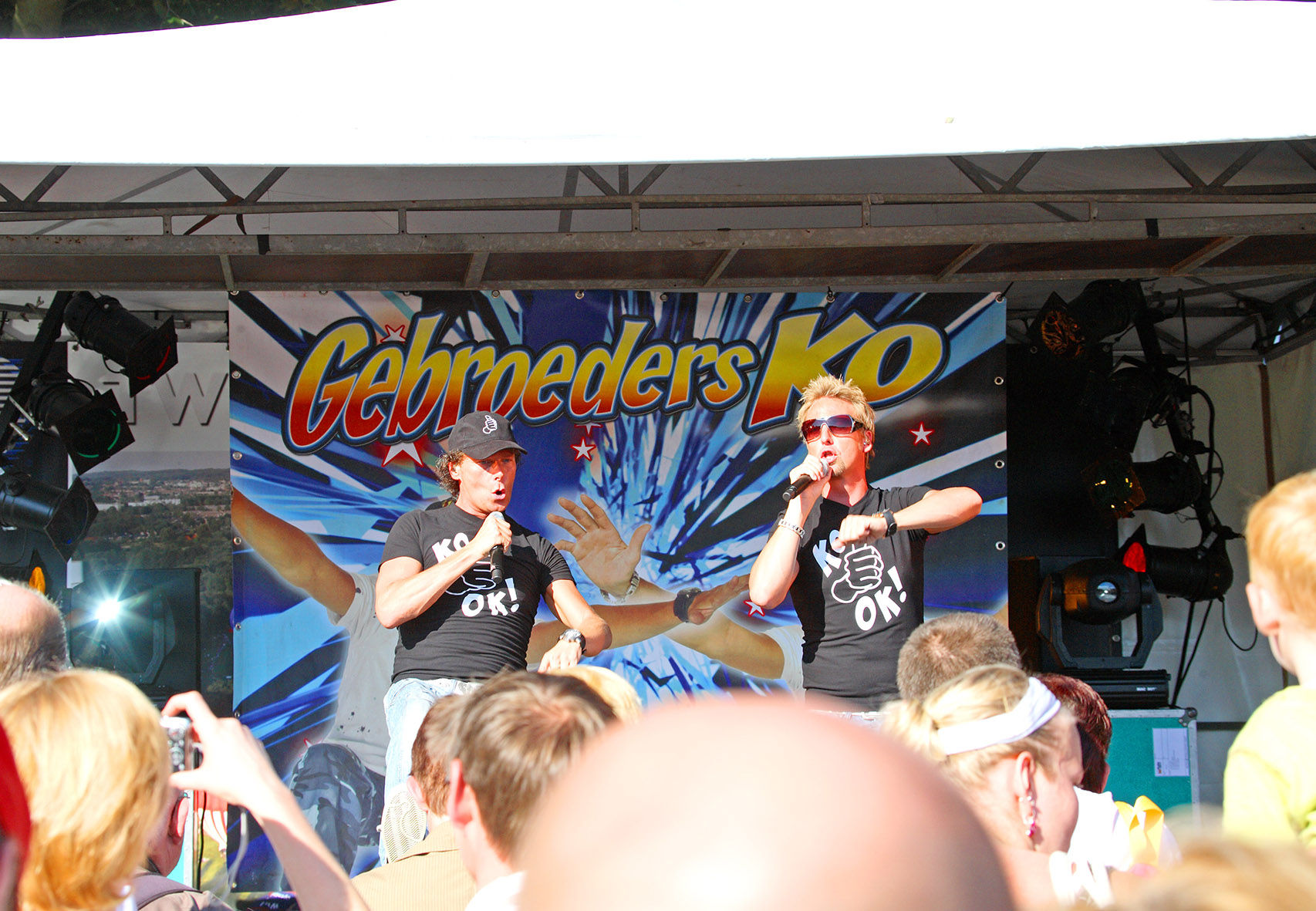
Gebroeders Ko en 2008.

Gebroeders Ko est un groupe de musique néerlandophone composé des frères Ton et Gerard Koopmans, originaires de Mont-Sainte-Gertrude. Fondé en 1997, il est connu pour plusieurs tubes, notamment Ik heb een toeter op mijn waterscooter, en 2002.
Leur chanson Boten Anna, une parodie de la chanson du même titre de Basshunter, rencontre un grand succès en 2006. Elle se classe 6e du top 40. Le succès de Boten Anna rend célèbre le groupe, qui se produit plus de 300 fois en 2007.

## Discographie

### Albums
- Villa Fiësta (2003)
- Gorgelende kelen (2004)
- Knallers (2006)

### Singles
- Ik heb een toeter op mijn waterscooter (2002)
- Tringeling (2004)
- Zonnebril / Muggen hier, muggen daar (2004)
- Vraag uw eekhoorn waarom (2004)
- Ik heb een boot (Boten Anna) (2006)
- Sinterklaas boot (Boten Anna) (2006)
- Wij doen het licht wel uit (2007)